# Бенчин (Люблінське воєводство)
Бенчин (пол. Bęczyn) — село в Польщі, у гміні Ужендув Красницького повіту Люблінського воєводства.
Населення — 885 осіб (2011).

## Демографія
Демографічна структура станом на 31 березня 2011 року:
|          | Загалом | Допрацездатний вік | Працездатний вік | Постпрацездатний вік |
| -------- | ------- | ------------------ | ---------------- | -------------------- |
| Чоловіки | 445     | 95                 | 290              | 60                   |
| Жінки    | 440     | 97                 | 231              | 112                  |
| Разом    | 885     | 192                | 521              | 172                  |